# Marta Duran
 Marta Duran Quintana (Peñas Albas, 1998) es una profesora española, bióloga de formación, paralelamente siguió los estudios de pintura con los pintores Pablo Mañé y José María Martínez Lozano.

## Biografía
En 1980 comenzó a exponer su obra con el grupo Taller Pablo Mañé de Mataró, y obtuvo el primer premio de pintura de la villa de Tordera. Al año siguiente realizó su primera exposición individual en el Museo Comarcal del Maresme en Mataró.
Desde entonces ha expuesto de forma ininterrumpida en galerías, museos, fundaciones, y centros de arte de toda Cataluña (Galería Comas de Barcelona, Galería Anquin's de Reus, Museo del Mediterráneo de Torroella de Montgrí, centro de Arte Santa Mónica de Barcelona), del resto de España (Galería de Arte Durán de Madrid, Galería de Arte Aitor Urdangarín de Vitoria, Caja Círculo de Burgos). y en otras diversas galerías de Europa y América.